# Tetrastichus litoreus
Tetrastichus litoreus är en stekelart som beskrevs av Yang, Qiao och Han 2003. Tetrastichus litoreus ingår i släktet Tetrastichus och familjen finglanssteklar. Inga underarter finns listade i Catalogue of Life.